# Vigne (Verzino)
Vigne è una frazione di Verzino, un comune in provincia di Crotone (in Calabria).

## Storia
Vigne è stata fondata dai romani con il nome di Vainim intorno al IV secolo a.C.